# Doryctes variipennis
Doryctes variipennis är en stekelart som beskrevs av Nixon 1939. Doryctes variipennis ingår i släktet Doryctes och familjen bracksteklar. Inga underarter finns listade i Catalogue of Life.